# ويليام سيمبسون مكنيل
ويليام سيمبسون مكنيل هو سياسي كندي، ولد في 17 مارس 1814، وتوفي في 1 أبريل 1902.